# Arria (Platonikerin)
Arria war eine im 2. Jahrhundert n. Chr. lebende Anhängerin der Philosophie Platons.
Sie war mit dem bedeutenden griechischen Arzt Galenos befreundet, der sie in seinem Traktat über Theriaca (medizinische Heilmittel und Gegengifte) achtungsvoll als eifrige Platonikerin erwähnt. Der Arzt heilte sie von einem gravierenden Magenleiden. Sie pflegte auch gute Beziehungen zum römischen Kaiser Septimius Severus sowie zu dessen Sohn Caracalla.
Arria könnte mit der gleichnamigen Gattin des Suffektkonsuls des Jahres 154, Marcus Nonius Macrinus, zu identifizieren und damit die Großmutter des ordentlichen Konsuls von 201, Marcus Nonius Arrius Mucianus, sein. Der französische Literat Gilles Ménage vermutete in seinem Buch Historia mulierum philosopharum (1690), dass der antike Philosophiehistoriker Diogenes Laertios sein Werk Über Leben und Lehren berühmter Philosophen Arria gewidmet habe.